# Acalles fallax
Acalles fallax är en skalbaggsart som beskrevs av Karl Henrik Boheman 1844. Acalles fallax ingår i släktet Acalles, och familjen vivlar. Arten har ej påträffats i Sverige.